# アンビバレント (Uruの曲)
「アンビバレント」（ambivalent）は、日本のシンガーソングライターであるUruの楽曲。2024年2月14日にソニー・ミュージックアソシエイテッドレコーズから14枚目のシングルとして発売された。作詞をUru、作曲をYASが手がけた本作は、日本テレビ系アニメ『薬屋のひとりごと』第2クールオープニングテーマとして制作された。
シングルには、カップリング曲として前年に配信シングルとして発売された「「君の幸せを」」、シャイトープのカバー曲「ランデヴー」、前年に発売された「紙一重」のセルフカバー・バージョンが収録された。

## 背景・リリース
2023年12月25日、日本テレビ系アニメ『薬屋のひとりごと』の第2クールオープニングテーマが「アンビバレント」に決定したことが発表された。Uruがアニメのオープニングテーマを担当するのは本作が初となった。この発表に際し、Uruは楽曲について主人公の猫猫は、私にとってすごく刺激的な人物で、作品を拝読しているうちにその魅力に引き込まれていきました。この気持ちを壬氏とリンクさせながら歌詞を書いていきましたが、聴いてくださった方の日常でも憧れの誰かを思い起こすことができるような言葉になっていると思いますとコメントした。同日には2024年1月20日に「アンビバレント」の先行配信が開始され、2月14日にCDシングルとして発売されることも発表された。
2024年1月6日、アニメのノンクレジットオープニング映像と、花房真也が手がけた「アンビバレント」の配信ジャケットが公開された。
1月13日、シングルの収録内容およびジャケット写真が発表された。CDシングルは初回生産限定盤、通常盤、期間限定生産(アニメ)盤の3形態での発売で、初回生産限定盤に付属のBlu-rayには『Uru Tour 2023『contrast』』の千秋楽となったLINE CUBE SHIBUYA公演からのライブ映像3曲と「心得」と「紙一重」のミュージック・ビデオ、期間限定生産(アニメ)盤に付属のBlu-rayにはアニメのノンクレジットオープニング映像が収録された。なお、期間限定生産(アニメ)盤のジャケットには、『薬屋のひとりごと』の登場人物である猫猫と壬氏の描き下ろしイラストが使用された。
1月17日に歌ネットで歌詞の全文が公開された。
シングル発売日の2月14日、YouTube上でシングルの発売を記念したWebラジオが公開された。

## 制作
「アンビバレント」の制作はメロディ決めから開始され、Uru自身が作った曲と作家から送られてきた曲の中から、スタッフとともにイメージに合う曲を探していき、その中からYASが作った曲が選ばれた。YASの曲を選んだ理由についてUruはサビのキャッチーさや耳に残る感じが、原作のイメージとすごく合うなと思ったのでと説明している。
アニメのスタッフ側から「壬氏と猫猫の距離感」に焦点を当てるように伝えられ、楽曲は「壬氏の目線で見た猫猫」が描かれている。歌詞についてUruは気持ちが動きはじめたばかりで、自分でも「たぶん好きなんだろうな」と思うくらいの曖昧さ。その「好き」というのも、恋愛感情なのかどうか、おそらくはっきりとはわかっていない。人としてすごく尊敬しているのは間違いないと思うんですけど……。そんな気持ちが「刺激的な思考回路 惹かれてく」といった歌詞に表れていますと説明している。また私が猫猫に抱く憧れの気持ちは、たぶん壬氏が感じている気持ちと似ているんじゃないかと思ったので、その思いを素直に歌詞に書きましたとも語っている。最初にできた歌詞は、碧い、碧い、その瞳に僕はまだ映らないというフレーズで、サビの歌詞における「変化」を大事したとのこと。曲のタイトルは、壬氏本人はまだ自分ではっきり気持ちに気づいていない。そして、その芽生えている何かを否定したいけれど、肯定して早く楽になりたい気持ちもあるという相反する心からインスピレーションを受けて決められた。
サウンドプロデュースは田中隼人が手がけており、歌が始まる前のダララララ〜♪って駆け上がっていくアレンジがオープニングにすごく相応しくて。あと、この曲には落ちサビがないんですけれど、落ちサビがないなりに、適所にブレイクを設けてくださったりしてまとめてくださいましたと語っている。イントロの歌い出しはデモの段階から入っていたものをそのまま歌っている。

## ミュージック・ビデオ
「アンビバレント」のミュージック・ビデオは、楽曲の先行配信の歌詞に合わせて2024年1月20日にオフィシャルYouTubeで公開された。監督は大久保拓朗が務め、プロデュースは菅井高志が手がけた。
ミュージック・ビデオには當真あみが出演していて、ビデオでは不安と気持ちが入り混じる、青春時代の複雑な気持ちが表現されている。

## 評価とチャート成績
USENのコンテンツ・ディレクターのJuri.Kは、アニメの世界とリンクしたような、歌の主人公の切なくも前向きな想いが溢れているラヴソングと紹介した。ライターの久保田泰平は、『bounce』（2024年3月号）で本作をドラマティックなバラードのイメージを大きく塗り替える爽快なアップ・ナンバーと表現した。
「アンビバレント」は、発売初週で8,643ダウンロードを記録し、2024年1月24日に発表されたオリコン週間デジタルシングル（単曲）ランキングで初登場3位にランクインした。同日に発表されたBillboard Japan Download Songsでは集計対象が2日間のみであったなかで、8,000ダウンロードを売り上げて初登場2位にチャートインした。

## シングル収録曲
| #         | タイトル                         | 作詞      | 作曲      | 編曲      | 時間  |
| --------- | -------------------------------- | --------- | --------- | --------- | ----- |
| 1.        | 「アンビバレント」               | Uru       | YAS       | 田中隼人  | 4:05  |
| 2.        | 「「君の幸せを」」               | Uru       | Uru       | 橋本幸太  | 4:54  |
| 3.        | 「ランデヴー」                   | 佐々木想  | 佐々木想  | 宗本康兵  | 4:12  |
| 4.        | 「紙一重」(Self-cover ver.)      | Uru       | Uru       | 飯塚直斗  | 4:13  |
| 5.        | 「アンビバレント」(instrumental) |           |           |           | 4:05  |
| 6.        | 「「君の幸せを」」(instrumental) |           |           |           | 4:14  |
| 合計時間: | 合計時間:                        | 合計時間: | 合計時間: | 合計時間: | 25:43 |

| #         | タイトル                    | 作詞  | 作曲・編曲 | 時間 |
| --------- | --------------------------- | ----- | ---------- | ---- |
| 1.        | 「アンビバレント」          |       |            | 4:05 |
| 2.        | 「「君の幸せを」」          |       |            | 4:54 |
| 3.        | 「紙一重」(Self-cover ver.) |       |            | 4:13 |
| 4.        | 「アンビバレント」(TV size) |       |            | 1:34 |
| 合計時間: | 合計時間:                   | 14:46 |            |      |

| #  | タイトル                                                             | 作詞 | 作曲・編曲 |
| -- | -------------------------------------------------------------------- | ---- | ---------- |
| 1. | 「それを愛と呼ぶなら」(Uru Tour 2023「contrast」 @LINE CUBE SHIBUYA) |      |            |
| 2. | 「心得」(Uru Tour 2023「contrast」 @LINE CUBE SHIBUYA)               |      |            |
| 3. | 「たとえば」(Uru Tour 2023「contrast」 @LINE CUBE SHIBUYA)           |      |            |
| 4. | 「心得」(MUSIC VIDEO)                                                |      |            |
| 5. | 「紙一重」(MUSIC VIDEO)                                              |      |            |

| #  | タイトル                                                    | 作詞 | 作曲・編曲 |
| -- | ----------------------------------------------------------- | ---- | ---------- |
| 1. | 「TVアニメ「薬屋のひとりごと」Opening Movie＜Non Credit＞」 |      |            |

## チャート

### 週間チャート
| チャート (2024年)                     | 最高位 |
| ------------------------------------- | ------ |
| 日本 (オリコン)                       | 9      |
| 日本 (オリコン合算シングル)           | 25     |
| 日本 (オリコンアニメシングル)         | 2      |
| 日本 (Japan Hot 100)                  | 30     |
| Japan Hot Animation (Billboard JAPAN) | 15     |

### 月間チャート
| チャート (2024年)             | 最高位 |
| ----------------------------- | ------ |
| 日本 (オリコン)               | 25     |
| 日本 (オリコンアニメシングル) | 5      |